# Меркато Сан Северино
Меркато Сан Северино (итал. Mercato San Severino) је насеље у Италији у округу Салерно, региону Кампанија.
Према процени из 2011. у насељу је живело 11473 становника. Насеље се налази на надморској висини од 145 м.

## Становништво
| 1951.  | 1961.  | 1971.  | 1981.  | 1991.  | 2001.  | 2011.  |
| ------ | ------ | ------ | ------ | ------ | ------ | ------ |
| 15.515 | 16.658 | 17.426 | 18.202 | 19.078 | 20.362 | 22.036 |